# Íþróttafélagið Þór (calcio)
L'Íþróttafélagið Þór, nota anche come Þór Akureyri o semplicemente Þór o Thor, è la sezione calcistica dell'omonima società polisportiva islandese, con sede nella città di Akureyri. Milita nella 1. deild karla, la seconda serie del campionato islandese.

## Storia
Tra il 1944 e il 1974 le polisportive Íþróttafélagið Þór e Knattspyrnufélag Akureyrar (KA) hanno schierato una squadra di calcio unificata, l'Íþróttabandalag Akureyrar (ÍBA), che ha partecipato a 17 edizioni della Úrvalsdeild e ha vinto una Coppa d'Islanda. Nel 1974 la squadra è stata sciolta e le due polisportive hanno ricostituito le proprie squadre di calcio.
Il Þór ha giocato con regolarità in Úrvalsdeild, ottenendo come miglior risultato un terzo posto nel 1992, e ha raggiunto nel 2011 la finale della coppa nazionale, poi persa 0-2 dal KR Reykjavík. Poiché il KR nello stesso anno aveva vinto il campionato, il Þór ha ottenuto l'accesso alla fase di qualificazioni dell'UEFA Europa League 2012-2013. La stagione 2011 venne conclusa dal Þór al penultimo posto in classifica, retrocedendo in 1. deild karla; partecipò, così, alle coppe europee dalla seconda serie. Al primo turno affrontò la squadra irlandese del Bohemians, pareggiando l'andata 0-0 e vincendo il ritorno in casa per 5-1. Al secondo turno, invece, perse entrambe le partite contro la squadra ceca del Mladá Boleslav, venendo così eliminato dalla competizione. La stagione venne poi conclusa col primo posto in 1. deild e la conseguente promozione in massima serie.
Complessivamente, la squadra ha raggiunto una finale di Coppa d'Islanda nel 2011, vinto la 1. deild karla, secondo livello nazionale, per due volte (2001 e 2012) e per due volte la 2. deild karla, nel 1975, come secondo livello, e nel 2000, come terzo livello.

## Palmarès

### Competizioni nazionali
- 1. deild karla: 2

2001, 2012
- 2. deild karla: 2

1975, 2000

### Altri piazzamenti
- Campionato islandese:

Terzo posto: 1985, 1992
- Coppa d'Islanda:

Finalista: 2011

## Statistiche

### Partecipazione ai campionati
| Livello | Categoria   | Partecipazioni | Debutto | Ultima stagione | Totale |
| ------- | ----------- | -------------- | ------- | --------------- | ------ |
| 1º      | 1. deild    | 13             | 1977    | 1994            | 17     |
| 1º      | Úrvalsdeild | 4              | 2002    | 2014            | 17     |
| 2º      | 2. deild    | 10             | 1975    | 1997            | 22     |
| 2º      | 1. deild    | 21             | 1998    | 2024            | 22     |
| 3º      | 2. deild    | 2              | 1999    | 2000            | 2      |

## Organico

### Rosa 2012-2013
| N. |                        | Ruolo | Calciatore                |
| -- | ---------------------- | ----- | ------------------------- |
| 1  | Islanda (bandiera)     | P     | Srdjan Rajković           |
| 2  | Islanda (bandiera)     | D     | Baldvin Olafsson          |
| 3  | Stati Uniti (bandiera) | A     | Giuseppe Funicello        |
| 3  | Stati Uniti (bandiera) | A     | Chukwudi Chijindu         |
| 4  | Islanda (bandiera)     | D     | Andri Hjörvar Albertsson  |
| 5  | Islanda (bandiera)     | C     | Atli Jens Albertsson      |
| 6  | Islanda (bandiera)     | C     | Ármann Pétur Ævarsson     |
| 7  | Islanda (bandiera)     | C     | Orri Sigurjónsson         |
| 8  | Islanda (bandiera)     | C     | Kristinn Björnsson        |
| 9  | Islanda (bandiera)     | A     | Jóhann Helgi Hannesson    |
| 10 | Islanda (bandiera)     | A     | Sveinn Elías Jónsson      |
| 11 | Islanda (bandiera)     | A     | Orri Freyr Hjaltalín      |
| 12 | Islanda (bandiera)     | P     | Sveinn Leó Bogason        |
| 13 | Islanda (bandiera)     | D     | Ingi Freyr Hilmarsson     |
| 14 | Islanda (bandiera)     | C     | Kristján Steinn Magnússon |

| N. |                                 | Ruolo | Calciatore                   |
| -- | ------------------------------- | ----- | ---------------------------- |
| 15 | Slovenia (bandiera)             | D     | Janez Vrenko                 |
| 16 | Islanda (bandiera)              | C     | Kristinn Þór Rósbergsson     |
| 17 | Islanda (bandiera)              | C     | Halldór Hjaltason            |
| 18 | Islanda (bandiera)              | C     | Jónas Sigurbergsson          |
| 19 | Islanda (bandiera)              | A     | Sigurður Marinó Kristjánsson |
| 21 | Islanda (bandiera)              | D     | Kristján Hannesson           |
| 22 | Islanda (bandiera)              | C     | Lars Jessen                  |
| 22 | Bosnia ed Erzegovina (bandiera) | C     | Edin Besilja                 |
| 28 | Islanda (bandiera)              | P     | Gudmundur Ragnar Vignisson   |
| 30 | Danimarca (bandiera)            | A     | Mark Tubæk                   |
| 31 | Stati Uniti (bandiera)          | P     | Josh Wicks                   |
|    | Islanda (bandiera)              | D     | Hlynur Atli Magnússon        |
|    | Islanda (bandiera)              | A     | Jóhann Þórhallsson           |
|    | Islanda (bandiera)              | A     | Gunnar Stefansson            |

## Squadra femminile
La squadra femminile di calcio ha partecipato a sette edizioni della massima serie del campionato islandese a cavallo tra gli anni 80 e 90. Nel 1999 il Þór e la società polisportiva Knattspyrnufélag Akureyrar (KA) hanno unito le rispettive sezioni femminili, dando vita al Þór/KA, che ha vinto per due volte (2012 e 2017) il campionato islandese.